# Sukkarijja Kabira
Sukkarijja Kabira (arab. سكرية كبيرة) – wieś w Syrii, w muhafazie Aleppo. W 2004 roku liczyła 2437 mieszkańców.